# Список потерь военной авиации Украины
В данной статье приведена информации об авиационных происшествиях в Вооружённых силах Украины (включая Военно-воздушные, Военно-морские силы, Сухопутные войска, ГПСУ, Внутренние войска и Национальную гвардию Украины).
Вся приведённая информация взята из открытых источников, поэтому может быть неполной и содержать неточности.

## Общие данные
Согласно официальной статистике Министерства обороны Украины, с 1992 по март 1998 года (включая катастрофу 26 марта) Военно-воздушные силы Украины потеряли в лётных происшествиях 11 самолётов и 1 вертолёт, погибли 25 человек.
По более поздним официальным данным, с 1992 по июль 2002 года в лётных происшествиях было потеряно 17 самолётов и вертолётов, в том числе произошло 5 аварий и 12 катастроф, в которых погибли 37 членов экипажей.
Официальная статистика 1998 года учитывает только аварийность ВВС, то есть не касается потерь ВМС и вертолётов армейской авиации Сухопутных войск, которые могли иметь место в 1992—1998 годах. В случае со статистикой 2002 года неясно, относится она только к ВВС или же ко всем вооружённым силам.

## Авиационные происшествия
Насколько известно, официальный список авиационных происшествий в ВВС, ВМС или СВ Украины никогда не публиковался в открытых источниках. Публикация сообщений электронных СМИ в Интернете позволяет отследить практически все происшествия, произошедшие с конца 1990-х годов, однако информация по периоду 1992—1997 гг. не может претендовать на полноту.
Данные в таблицах могут быть отсортированы по году и типу летательного аппарата.

### Самолёты
| Дата             | Тип               | Обстоятельства |
| ---------------- | ----------------- | --- |
| 1992 24 апреля   | Су-27УБ           | Потерпел катастрофу во время показательного выступления на аэродроме в Миргороде. Первый пилот (подполковник Виктор Камельков) погиб, второй (подполковник Сергей Останин) успешно катапультировался. |
| 1992 1 декабря   | МиГ-21            | Потерпел катастрофу в Волынской области во время испытательного полёта. Пилот (майор Сергей Мусланов) погиб. |
| 1995 15 июня     | МиГ-29УБ          | Потерпел катастрофу в районе Бовшева (Ивано-Франковская область) во время тренировочного полёта. Оба члена экипажа погибли. |
| 1996 30 июля     | МиГ-29            | Потерпел катастрофу во время тренировочного полёта. Пилот (капитан Вадим Кирильчук) погиб. |
| 1996 31 октября  | МиГ-29            | Во время перелёта по маршруту Кировское—Джанкой—Кировоград—Васильков самолёт по неустановленной причине упал в Чёрное море. Пилот (майор Олег Кулик) погиб. |
| 1997 26 мая      | Су-27             | Получил серьёзные повреждения в результате аварии трёх СУ-27 на стоянке аэродрома Миргород во время подготовки к ночным полётам. Пострадавших из числа лётного состава и работников аэродрома удалось избежать. Повреждённый самолёт впоследствии был списан и передан в 2001 году в музей ВВС Украины в Виннице. |
| 1997 13 августа  | L-39              | Потерпел катастрофу в районе Умани (Черкасская область) во время тренировочного полёта. Оба члена экипажа (подполковники Гульченко и Чичиков) погибли. |
| 1998 26 марта    | МиГ-29            | Полёт в рамках подготовки пилотажной группы «Украинские соколы» к авиасалону в Ле-Бурже. Потерпел катастрофу при посадке на аэродром Кировское (Крым) в сложных метеоусловиях. Пилот (полковник Сергей Дудкин) катапультировался на сверхмалой высоте и умер от полученных травм. |
| 1998 17 июля     | Ил-78             | Самолёт (UR-UCI), принадлежавший государственному предприятию Министерства обороны Украины «Украинская авиационная транспортная компания» и зафрахтованный болгарской Air Sofia, столкнулся с холмом при заходе на посадку в Асмэре (Эритрея). Погибли все 10 человек, находившиеся на борту. |
| 1998 11 сентября | Су-17М4Р          | Отказ двигателя во время тренировочного полёта. Пилот успешно катапультировался. |
| 1999 18 августа  | Су-24             | Во время выполнения тренировочного полёта в районе села Липляны (Волынская область) произошёл пожар на борту. Оба члена экипажа успешно катапультировались. |
| 1999 26 августа  | L-39              | Потерпел катастрофу в районе пос. Кульбакино (Николаевская область) во время подготовки к авиашоу. Оба члена экипажа (полковник Александр Шапиро, подполковник Дмитрий Русин) погибли. |
| 2002 3 апреля    | Су-25             | Потерпел катастрофу на аэродроме Запорожья во время испытательного полёта после капремонта. Пилот полковник Юрий Гудин погиб. Причина — ошибка лётчика. |
| 2002 27 июля     | Су-27УБ           | Разбился во время выступления на авиашоу на аэродроме Скнилов (Львовская область). Оба члена экипажа (полковники Владимир Топонарь и Юрий Егоров) успешно катапультировались. На земле погибли 77 человек. См. Скниловская трагедия 27 июля 2002. |
| 2012 4 июля      | Diamond DA 42М-NG | Самолёт пограничной службы Украины разбился в районе села Руский Мочар Великоберезнянского района Закарпатской области, недалеко от границы со Словакией. На борту находились начальник штаба Одесской авиационной эскадрильи ГПСУ Виталий Мамонтов, штурман Александр Лысенко и бортоператор Константин Оголюк, все они погибли. |
| 2012 22 сентября | L-39              | Потерпел катастрофу на аэродроме Чугуев, на котором базируется 203-я учебная авиабригада. Пилот, курсант 3-го курса Харьковского университета воздушных сил, погиб. Причина: ошибка лётчика. Вывод самолёта на критические углы атаки при взлете. |
| 2014 21 марта    | Су-24М            | При заходе на посадку на аэродроме Староконстантинов в Хмельницкой области потерпел аварию бомбардировщик Су-24М украинских ВВС. Как сообщил представитель министерства обороны Украины, инцидент произошел в пятницу вечером во время планового полета. Летчики успели катапультироваться. |
| 2014 2 июня      | Су-27             | Самолет Су-27 ВВС Украины (б/н 27), пилотируемый полковником С. А. Ялишевым был подбит огнём 14,5-мм пулемёта при проведении воздушной разведки в районе Луганска. Пилот увёл незначительно повреждённый самолёт на аэродром в Миргороде.. |
| 2014 6 июня      | Ан-30Б            | Самолет ВВС Украины, выполнявший разведывательный полет во время боевых действий на востоке Украины, сбит из ПЗРК возле Славянска. У самолёта загорелся правый двигатель и он упал. Троим членам экипажа удалось покинуть борт самолёта, пятеро погибли. |
| 2014 14 июня     | Ил-76МД           | Военно-транспортный самолёт ВВС Украины, выполнявший рейс во время боевых действий востоке Украины, сбит комбинированным огнём при заходе на посадку в аэропорту Луганска. Все 49 военнослужащих, в том числе 9 членов экипажа, находившихся на борту, погибли. Вооруженные силы Украины понесли крупнейшие единовременные потери в ходе вооружённого конфликта на востоке Украины 2014 года. |
| 2014 2 июля      | Су-25М1           | Штурмовик Су-25М1 ВВС Украины (бортовой номер «06 синий», заводской номер 25508110121) разбился при заходе на посадку в аэропорту Днепропетровска. Лётчик успел катапультироваться. Жертв и разрушений на земле нет. По официальной версии причина крушения техническая — потеря управляемости |
| 2014 14 июля     | Ан-26             | Военно-транспортный самолёт ВВС Украины с бортовым номером «19 синий», выполнявший рейс во время боевых действий востоке Украины, был сбит в Луганской области в районе Краснодона. Находившиеся на борту 8 человек успели покинуть горящую машину. Четверо из них, впоследствии, были подобраны спасательной командой украинских ВС, двое (командир и правый пилот) — погибли, один — взят в плен армией ЛНР. Ещё один член экипажа был спасен 19.07. Лётчик Сергей Мордвинов был передан армией ЛНР украинской стороне в ходе обмена военнопленными 02.09.        |
| 2014 16 июля     | Су-25М1           | Штурмовик ВВС Украины сбит в Донецкой области в районе Амвросиевки при выполнении задания во время боевых действий востоке Украины. Лётчик катапультировался и был эвакуирован спасательной командой. По заявлению представителе ополченцев им удалось в этот день подбить из ПЗРК два штурмовика ВВС Украины. |
| 2014 23 июля     | Су-25             | Два штурмовика ВВС Украины с бортовыми номерами «04 синий» и «10 синий» сбиты из ПЗРК в Донецкой области вблизи посёлка Дмитровка и в районе высоты Саур-Могила при выполнении боевого задания во время боевых действий востоке Украины. Оба лётчика смогли катапультироваться. Один из пилотов был подобран поисково-спасательной командой спустя пять дней. Судьба второго пилота неизвестна. |
| 2014 7 августа   | МиГ-29            | Истребитель ВВС Украины с бортовым номером «02 синий» (114-я бригада тактической авиации, Ивано-Франковск) сбит в Донецкой области над Енакиево при выполнении боевого задания во время боевых действий востоке Украины. Лётчик успел катапультироваться и спустя сутки сам вышел к месту расположения подразделений правительственных сил. |
| 2014 17 августа  | МиГ-29            | Истребитель ВВС Украины с бортовым номером «53 белый» (114-я бригада тактической авиации, Ивано-Франковск) сбит в Луганской области при выполнении боевого задания во время боевых действий востоке Украины. Лётчик катапультировался и был эвакуирован поисково-спасательной командой. |
| 2014 20 августа  | Су-24М            | Фронтовой бомбардировщик ВВС Украины из состава 7-й бригады тактической авиации (Староконстантинов) сбит в Луганской области в районе Суходольска при выполнении боевого задания во время боевых действий востоке Украины. Оба пилота успели катапультироваться. |
| 2014 29 августа  | Су-25             | Штурмовик ВВС Украины сбит в Донецкой области при выполнении боевого задания во время боевых действий востоке Украины. Лётчик катапультировался и спустя некоторое время сам вышел к месту расположения подразделений правительственных сил. |
| 2015 11 ноября   | Су-25             | Штурмовик ВВС Украины разбился во время выполнения планового учебного полета в районе с. Терновка Вольнянского района Запорожской области. В результате крушения погиб пилот 1992 года рождения. По предварительной версии, причиной крушения самолёта стало столкновение с линией электропередач. |
| 2016 14 июля     | Су-25             | Штурмовик ВВС Украины загорелся при взлёте с военного аэродрома в Староконстантинове Хмельницкой области при выполнении планового полета. Пилот катапультировался. По предварительной версии возгорание произошло из-за поломки переднего шасси. Самолёт полностью уничтожен огнем, на земле пострадавших нет. |
| 2017 29 сентября | L-39              | Учебно-боевой самолёт ВВС Украины потерпел катастрофу возле села Берегели Красиловского района Хмельницкой области во время тренировочного полёта. Оба члена экипажа погибли. |
| 2018 16 октября  | Су-27УБ           | Истребитель ВВС Украины потерпел катастрофу в районе села Уланов Винницкой областив ходе проводимых со странами членами НАТО совместных международных учений «Чистое небо — 2018». Погибли оба пилота — военнослужащий Воздушных Сил Вооруженных Сил Украины и военнослужащий Воздушных сил Национальной гвардии США. |
| 2018 15 декабря  | Су-27             | Истребитель ВВС Украины разбился при заходе на посадку в Житомирской области в ходе выполнения плановых полётов. Пилот погиб. |
| 2019 2 июля      | L-39              | Учебно-боевой самолёт ВВС Украины из состава 203-й учебной авиационной бригады разбился возле села Западное Двуречанского района Харьковской области во время учебного полёта. Пилот катапультировался и не пострадал. По предварительным данным, падение самолёта произошло из-за отказа двигателя. |
| 2020 25 сентября | Ан-26Ш            | Военно-транспортный самолёт ВВС Украины, принадлежащий 203-й учебно-авиационной бригаде разбился при заходе на посадку в районе г. Чугуев Харьковской области в двух километрах от военного аэродрома. На борту находилось 27 человек — 7 офицеров и 20 курсантов Национальной академии Воздушных сил Вооруженных сил Украины имени Ивана Кожедуба. Из всех находившихся на борту в момент катастрофы выжил единственный курсант Вячеслав Золочевский, выпрыгнувший без парашюта из падающего самолёта. Предварительная версия катастрофы — отказ левого двигателя. |
| 2022 24 февраля  | Ан-26             | Военно-транспортный самолет ВВС Украины упал на землю и загорелся в Обуховском районе Киевской области между селами Жуковцы и Триполье. На борту находилось 14 человек - 5 военнослужащих в результате инцидента погибло. Вероятно борт был сбит "дружественным огнём". |
| 2022 24 февраля  | Су-25             | Б/Н 19 потерпел попадание в него ракеты, пилот подполковник командир эскадрильи Александр Жибров погиб в Херсонской области. |

### Вертолёты
| Дата             | Тип     | Обстоятельства |
| ---------------- | ------- | --- |
| 1993 29 декабря  | Ми-8    | Вертолёт ВВС Украины потерпел катастрофу во время приземления на аэродроме «Школьный» в Одессе в условиях низкой облачности. В результате падения погибли все семь человек, находившиеся в вертолете — три пилота и четыре пассажира, в том числе начальник штаба 5-й воздушной армии Украины генерал-майор В.В. Колмогоров. |
| 1997 17 сентября | Ми-8    | Вертолёт ВВС Украины из состава миротворческих сил ООН в бывшей Югославии, попал в туман и столкнулся с горой в Боснии в районе г. Бугойно. В результате катастрофы погибло 12 пассажиров - сотрудников миссии ООН и иностранных дипломатов: пятеро американцев, пятеро немцев, англичанин и поляк. Находившиеся на борту четверо членов украинского экипажа уцелели и были госпитализированы |
| 2001 19 марта    | Ми-8    | Вертолёт армейской авиации Южного оперативного командования СВ Украины, летевший с пассажирами в Херсон, потерпел катастрофу в районе села Чернобаевка (Херсонская область). Погибли все 8 человек, находившиеся на борту. Список погибших (недоступная ссылка) |
| 2001 7 ноября    | Ми-8МТ  | Транспортный вертолёт Ми-8МТ (бортовой номер UN-103) 20-го отдельного вертолётного отряда из состава украинского миротворческого контингента в Сьерра-Леоне после вылета из Фритауна упал в Атлантический океан в 100 метрах от берега. Погибли все 4 члена экипажа и 3 пассажира (сотрудники миссии ООН). |
| 2003 17 декабря  | Ми-8Т   | Вертолёт учебной авиабазы ВВС потерпел катастрофу в районе населённого пункта Озаричи (Сумская область). Погибли все 3 члена экипажа — командир экипажа майор Вадим Осетров, штурман старший лейтенант Сергей Рогачев, борттехник капитан Николай Хохия. |
| 2004 3 сентября  | Ми-8МТВ | Вертолёт вооружённых сил Украины, переданный в аренду коммерческой авиакомпании «Росьавиа», разбился в провинция Мугла Турецкой Республики во время работ по тушению лесного пожара. Погибли все 5 человек находившиеся на борту: сотрудник авиакомпании «Росьавиа», 2 офицера Западного оперативного командования Министерства обороны Украины и 2 пожарных - гражданина Турции. Катастрофа произошла из-за того, что на хвостовой винт вертолёта намотался трос, которым поднимали бак с водой.                   |
| 2008 27 марта    | Ми-8Т   | Вертолёт Ми-8Т (бортовой номер 07) Одесской авиаэскадрильи ГПСУ при выполнении полёта по маршруту Одесса — Вилково — о. Змеиный с 14 людьми и 2 тоннами груза на борту потерпел катастрофу в районе острова Полуденный. Погибли 13 человек, лейтенант Е. Челарский получил ранения, но остался в живых. |
| 2012 25 декабря  | Ми-8МТ  | Вертолёт Ми-8МТ (бортовой номер 29) в/ч 2269 внутренних войск МВД Украины разбился вскоре после взлёта с аэродрома Александрия (Кировоградская область). В результате погибли все пять человек, находившиеся на борту. |
| 2014 25 апреля   | Ми-8    | Вертолёт сухопутных войск Украины, принимавший участие в боевых действиях на востоке Украины, уничтожен ополченцами на аэродроме Краматорска в результате выстрела из ПТУР. Жертв нет. |
| 2014 2 мая       | Ми-24   | Вертолёт вооружённых сил Украины сбит возле Славянска, во время боевых действий на востоке Украины. Экипаж из трех человек погиб. |
| 2014 2 мая       | Ми-24   | Вертолёт вооружённых сил Украины сбит возле Славянска, во время боевых действий на востоке Украины. Два члена экипажа погибли, один был ранен и взят в плен противником. После оказания первой медицинской помощи - передан представителям украинской стороны и направлен на лечение. |
| 2014 5 мая       | Ми-24   | Вертолёт вооружённых сил Украины сбит из крупнокалиберного пулемёта возле Славянска, во время боевых действий на востоке Украины. Вертолёт приземлился в реку, экипаж остался жив и был эвакуирован. Позднее повреждённый вертолёт был уничтожен украинской авиацией для предотвращения попадания оружия в руки противника. |
| 2014 29 мая      | Ми-8    | Вертолёт национальной гвардии Украины сбит возле Славянска, во время боевых действий на востоке Украины. Погибли 12 человек, один получил тяжёлые ранения. |
| 2014 4 июня      | Ми-24   | Вертолёт вооружённых сил Украины сбит из ПЗРК возле Славянска, во время боевых действий на востоке Украины. Повреждённый вертолёт сумел приземлиться, экипаж успел покинуть машину до того, как она загорелась. Оба члена экипажа получили ранения. |
| 2014 21 июня     | Ми-8Т   | Вертолёт государственной службы Украины по чрезвычайным ситуациям, задействованный в боевых действиях на востоке Украины, разбился в Змиевском районе Харьковской области. В результате аварии погибли три члена экипажа. |
| 2014 24 июня     | Ми-8    | Вертолёт вооружённых сил Украины из 16-й авиабригады сбит из ПЗРК возле Славянска во время боевых действий на востоке Украины. Погибли все 9 человек, находившиеся на борту. |
| 2014 7 августа   | Ми-8    | Вертолёт вооружённых сил Украины из 16-й авиабригады, при выполнении боевого задания в рамках боевых действий на востоке Украины, был обстрелян из стрелкового оружия в Донецкой области и совершил аварийную посадку в зоне интенсивных боевых действий в районе высоты Саур-Могила. Из пяти человек, находившихся на борту, трое членов экипажа получили ранения различной степени тяжести и были доставлены в лечебные учреждения. Спустя пять дней, лётчик-штурман скончался в госпитале от полученных ранений. |
| 2014 20 августа  | Ми-24   | Вертолёт вооружённых сил Украины сбит, предположительно, из гранатомёта или переносного ракетного комплекса прямой наводкой на сверхмалой высоте в районе п.Георгиевка Луганской области при выполнении боевого задания в рамках боевых действий на востоке Украины. Оба члена экипажа погибли. |
| 2015 24 марта    | Ми-24   | Вертолёт вооружённых сил Украины разбился в Васильковском районе Киевской области во время перелёта по маршруту Полтава - Житомир. Один член экипажа погиб, двое были госпитализированы с различными травмами. |
| 2017 26 марта    | Ми-2    | Вертолёт вооружённых сил Украины задействованный в рамках боевых действий на востоке Украины разбился в районе села Малиновка Донецкой области вблизи Краматорска. Погибли трое членов экипажа и два пассажира. Катастрофа, предположительно, произошла из-за столкновения с линией электропередач. |
| 2019 29 мая      | Ми-8    | Вертолёт Сухопутных войск Вооружённых Сил Украины потерпел крушение возле села Сестрятин Радивиловского района Ровенской области во время учебного тренировочного полета. Погибли все 4 члена экипажа, в том числе командир 16-й отдельной бригады армейской авиации полковник Игорь Мазепа. |
| 2022 31 марта    | Ми-8    | Лейтенант Денис Бадика, майор Юрий Тимусь и старший лейтенант Иван Ваховский на вертолете 16-й ОБрАА были сбиты и погибли, пытаясь вывезти тяжелораненых из осаждённого Мариуполя. |
| 2022 7 мая       | Ми-14   | Вертолёт морской авиации Украины в воздушном бою в устье реки Дунай сбит российским истребителем Су-30СМ. За штурвалом этого вертолета погиб Герой Украины (посмертно), полковник Игорь Бездай |

### Беспилотные летательные аппараты
| Дата           | Тип    | Обстоятельства |
| -------------- | ------ | --- |
| 2014 1 августа | Ту-143 | БПЛА (бортовой номер 644) был утрачен на трассе "Донецк - Снежное", в районе города Шахтёрск. По данным ДНР, БПЛА был сбит (на корпусе имелись отметины от стрелкового оружия). Штаб АТО подтвердил запуск БПЛА, однако было объявлено, что произошел сбой в программе и БПЛА совершил аварийную посадку с выпуском парашюта на территории, которая не контролировалась украинскими войсками. |
| 2015 3 февраля | Ту-143 | Сбит огнём с земли в районе н.п. Ирмино в окрестностях шахты имени 22-го Партсъезда, обломки БПЛА и парашют представлены прессе. |
| 2015 5 октября |        | Сбит огнём с земли над Донецком, аппарат упал на крышу дома 57 на улице Коваля в Ворошиловском районе города. |

## Неполные данные
Здесь перечислены лётные происшествия, о которых отсутствует существенная информация — например, неизвестны дата, обстоятельства или нет подтверждений того, что летательный аппарат был потерян безвозвратно.
- В середине 1990-х годов на военном аэродроме в Волынской области загорелся (и, видимо, сгорел) бомбардировщик Су-24[100].
- 7 мая 2003 года во Львовской области при заходе на посадку потерпел аварию и был повреждён вертолёт Ми-24. Степень повреждения и дальнейшая судьба машины неизвестны.[101]
- 1 июня 2008 года транспортный вертолёт Ми-8 56-го отдельного вертолётного отряда украинского миротворческого контингента в Либерии потерпел аварию при выполнении посадки у города Гринвилл, пострадавших не имелось (все четыре члена экипажа успели покинуть вертолёт)[102]. Характер и степень повреждений, полученных машиной в происшествии, не позволяет однозначно отнести её к безвозвратно потерянным.[103]
- 18 сентября 2013 года под Севастополем на аэродроме «Бельбек»  при  посадке потерпел аварию и был повреждён вертолёт Сухопутных войск Украины Ми-24П. Ранения получили 2 из 3-х членов экипажа. Характер и степень повреждений, полученных машиной в происшествии, не позволяет однозначно отнести её к безвозвратно потерянным[104][105].
- 2 июля 2014 года фронтовой разведчик Су-24МР ВВС Украины подбит из ПЗРК в Донецкой области в ходе боевых действий на востоке Украины. Летчику удалось погасить возгорание в двигателе и вернуть повреждённую машину на аэродром базирования в Днепропетровске. При посадке самолёт загорелся вновь и был потушен аварийно-спасательной командой. Оба члена экипажа благополучно покинули повреждённую машину. По заявлению представителя Министерства обороны Украины самолёт нуждается в ремонте и рассматривается на предмет возможности дальнейшей эксплуатации[106][107][108].  По сообщениям официального  СМИ МО Украины самолёт в дальнейшем удалось вернуть в строй.[109]

### 2014
В апреле 2014 года начался вооружённый конфликт на востоке Украины с применением, в числе прочих видов вооружений, сил военной авиации и средств ПВО. В ходе боевых действий ВВС Украины и Армейская авиация Сухопутных войск Украины понесли многочисленные потери.

### 2022
24 февраля 2022 года начались полномасштабные боевые действия между ВС РФ и ВСУ с применением всех видов вооружений. Учёт потерянной в ходе них авиационной техники затруднён в связи с введением военной цензуры в официальных СМИ.